# Coliseu Figueirense
O Coliseu Figueirense, ou Praça de Touros da Figueira da Foz, é uma praça de toiros localizada em Buarcos, no Município de Figueira da Foz. Foi inaugurada a 25 de Agosto de 1895.
Por Edital de 13 de Janeiro de 2005, o Coliseu Figueirense foi classificado como Imóvel de Interesse Municipal pela Câmara Municipal da Figueira da Foz.

## História
A Figueira da Foz tem profundas e antigas tradições taurinas, ligadas ao Baixo Mondego, terra de cultura agrícola e, até hoje, de criação de toiros bravos. Após várias Praças construídas na cidade, ainda de madeira, que não satisfaziam adequadamente as necessidades tauromáquicas, um conjunto de aficionados figueirenses, liderados pelo Dr. João Antunes Pereira das Neves e por Aníbal Augusto de Melo, constituíram em 25 de Março de 1895 a Sociedade Anónima Companhia Figueirense, com vista a construir e explorar uma nova Praça de Toiros.
As obras decorreram durante apenas 5 meses, lideradas por João Martins Hespanhol, sendo arquitecto João Maria da Assunção Costa. 
O Coliseu Figueirense foi oficialmente inaugurado a 25 de Agosto de 1895 com um grandioso programa.

## Dimensão Artística
Denominado de Coliseu devido às grandes dimensões para a época, com capacidade para 6.000 espectadores, o edifício consta de planta circular, com bancadas, galerias e camarotes de arcaria em ogiva no último anel. Com decoração assinalável, destaca-se a entrada com ameias na zona superior e porta em arco ogival, que se repete na porta lateral sobrepujada pela representação de um touro com a legenda 1895 COLISEU FIGUEIRENSE.

## Evolução
Foram realizadas pela Companhia proprietária do Coliseu várias intervenções de conservação ao longo do tempo. A instalação eléctrica foi inaugurada em 1957 e em 1964 as bancadas e camarotes originais de madeira foram substituídos por outros de alvenaria. Em 1968 foi construída e inaugurada a Capela.  

## Actualidade
Actualmente o Coliseu Figueirense é um equipamento cultural usado para a realização de espectáculos tauromáquicos mas também para concertos musicais e outros eventos culturais.
Em 18 de Julho de 2015 realizou-se uma corrida de gala à antiga portuguesa comemorativa dos 120 anos do Coliseu Figueirense. 